# Cienka niebieska linia (film)
Cienka niebieska linia (ang. The Thin Blue Line) – amerykański film dokumentalny z 1988 roku w reżyserii Errola Morrisa. Film przedstawia historię Randalla Adamsa, człowieka niesłusznie skazanego na śmierć za zabójstwo policjanta w Dallas w 1976 roku. Reżyser próbował odtworzyć wydarzenia z dnia morderstwa, przeprowadzając serię wywiadów ze skazanym oraz przedstawicielami wymiaru sprawiedliwości.
Obraz znacząco przyczynił się do gwałtownego rozwoju podgatunku filmowego nazywanego dokumentem fabularyzowanym, gdzie ustaleniom reżyserskim towarzyszyły aktorskie inscenizacje przebiegu zdarzeń, współcześnie wszechobecne w serialach dokumentalnych. Nowoczesna forma filmu Morrisa, powiązana z rzetelnym śledztwem w sprawie uchybień sądownictwa, doprowadziła do uniewinnienia Adamsa po dwunastu latach oczekiwania na wykonanie wyroku śmierci. Jednocześnie Morris po latach przyznał, że ze względu na przesyt seriali dokumentalnych kręconych na modłę Cienkiej niebieskiej linii nie nakręciłby już filmu w takiej formie. 
Cienka niebieska linia została uhonorowana jako najlepszy film dokumentalny m.in. przez National Board of Review, Bostońskie Stowarzyszenie Krytyków Filmowych oraz Stowarzyszenie Nowojorskich Krytyków Filmowych.